# جايسون هاي
جايسون هاي (بالإنجليزية: Jason High) هو فنان قتال مختلط أمريكي، ولد في 12 أكتوبر 1981 في كانساس سيتي في الولايات المتحدة.

## وصلات خارجية
- الموقع الرسمي
- جايسون هاي على موقع يو إف سي (الإنجليزية)
- جايسون هاي على موقع شيردوغ (الإنجليزية)
- جايسون هاي على موقع IMDb (الإنجليزية)